# Замятин, Ардалион Иванович
Ардалио́н Ива́нович Замя́тин (январь 1861—1945) — российский мемуарист, земский учитель. Сын дворового человека матери Ивана Тургенева, автор воспоминаний о двух встречах с Тургеневым.

## Семья
Отец — Иван Иванович Замятин, дворовый человек помещицы Варвары Петровны Тургеневой (матери Ивана Тургенева). Жил в Спасском-Лутовинове, незадолго до отмены крепостного права был переселён владелицей в деревню Лутовинову Малоархангельского уезда.
Жена — Александра Кутепова, дочь псаломщика Покровской церкви села Топков.

### Дети
- Анна — учитель Топковской земской школы (сменила отца), затем Топковской средней школы. Окончила высшие женские курсы в Москве и Московский университет. Награждена двумя орденами Трудового Красного Знамени.
- Нина
- Екатерина — учитель в селе Смирные.
- Дмитрий

## Биография
Грамоте научился у дочери конторщика, жившей при барском доме. Отец, не имея средств для обучения сына, отправил Ардалиона в батраки к малоархангельскому прасолу (оптовому скупщику скота). Одновременно Ардалион успевал учиться в Малоархангельском городском высшем начальном училище. По окончании училища экстерном сдал экзамены на звание учителя земской школы. В 1876 году в возрасте 15 лет был назначен учителем Топковского училища Малоархангельского земства. В земской школе села Топки работал в общей сложности 37 лет. В 1913 году серьёзно заболел и за заслуги в земском образовании несколько лет получал персональную материальную помощь от земства, пока не дождался от Министерства народного просвещения пенсии, положенной по возрасту.
Автор мемуаров «Мои личные воспоминания об Иване Сергеевиче Тургеневе» (1924) — о двух встречах с писателем.
Похоронен на Топковском сельском кладбище.